# 中江和仁
中江 和仁（なかえ かずひと、英字：Kazuhito Nakae、1981年 - ）は、日本のCMディレクター、映画監督。滋賀県出身。（株）サン・アド所属。

## 経歴
2005年武蔵野美術大学造形学部映像学科卒業後、東北新社を経てサン・アド株式会社に入社。広告制作の傍ら映画を制作する。

## 受賞
- 第108回ザテレビジョンドラマアカデミー賞 監督賞（『大豆田とわ子と三人の元夫』池田千尋、瀧悠輔と共同）[1]

## CM作品
- ゆうちょ銀行：企業「ゆうちょ通り一丁目の人々シリーズ」
- 資生堂：シーブリーズ「ぼくとわたしの。シリーズ」
- レオパレス21：続ドラマ
- ローソン：おにぎり屋、マチカフェ、ウチカフェフラッペ
- サントリー：オールフリー
- サントリー：サントリーウーロン茶「ご飯の幸福シリーズ」
- サントリー：胡麻麦茶
- ジャパンゲートウェイ：メルサボン シリーズ
- グンゼ：YG シリーズ
- ハウスメイト：企業「まごころ部屋探しシリーズ」
- 住友生命：浅田真央応援プロジェクトシリーズ
- AEON：G.Gシリーズ
- NTTドコモ：はなして翻訳編
- 大正製薬：大正漢方胃腸薬「走る男シリーズ」
- LINE：企業「劇団シリーズ」
- 東京ガス：customer篇
- ACジャパン：あなたはあなたでいいのだ篇

ほか

## PV作品
- ハンバート ハンバート：ぼくのお日さま
- ナオト・インティライミ : いつかきっと、together

## 映画作品
- 何も始まらなかった一日の終わりに（2004年・監督、脚本）
  - （小津安二郎記念蓼科高原映画祭・短編映画コンクール出品、東京国際ファンタスティック映画祭出品）
- single （2005年・監督、脚本）
  - （PFF観客賞受賞、バンクーバー国際映画祭出品、シネマ・デジタル・ソウル出品）
- Stringphone （2008年・監督、脚本）
  - （ADFESTアジア・オセアニア広告祭　Fabulous4短編映画部門グランプリ、ショートショートフィルムフェスティバル出品)
- 蒼い手（2011年・監督、脚本）
  - （サンフランシスコ短編映画祭グランプリ、モナコ国際映画祭ベストオリジナルショートストーリー賞・助演男優賞）
- パーマネント ランド（2012年・監督、脚本ー文化庁若手映画作家育成プロジェクト）
  - （バンクーバー国際映画祭出品、ニューポートビーチ映画祭出品）
- 嘘を愛する女（2018年・監督、脚本）
- 劇場版「きのう何食べた?」（2021年・監督）

## テレビドラマ
- きのう何食べた?（2019年4月 - 6月、テレビ東京）
  - きのう何食べた?正月スペシャル2020（2020年）
  - きのう何食べた? season2（2023年10月 - 12月）
- 大豆田とわ子と三人の元夫（2021年、カンテレ・フジテレビ）
- Shrink-精神科医ヨワイ-（2024年8月 - 9月、NHK総合・BSプレミアム4K）

## 書籍
- 板屋緑; 篠原規行『映像表現のプロセス』武蔵野美術大学出版局、2010年。ISBN 9784901631945。